# Gonomyia (Gonomyia) microserrata
Gonomyia (Gonomyia) microserrata is een tweevleugelige uit de familie steltmuggen (Limoniidae). De soort komt voor in het Neotropisch gebied.